# Le Fantôme noir
« Jo Crisse » redirige ici. Pour l’article homophone, voir Jocrisse.
Le Fantôme noir (the Phantom Blot, littéralement « la Tache fantôme » en version originale anglaise) est un personnage de fiction de l'univers de Mickey Mouse, créé en 1939 par Merrill De Maris et Floyd Gottfredson dans le comic strip Mickey Mouse, bande quotidienne publiée dans la presse. Nommé initialement la Tache (the Blot), le personnage acquiert son nom complet en 1941 lorsque l'histoire est rééditée par Dell Comics dans un comic book intitulé Mickey contre le Fantôme noir (Mickey Mouse outwits The Phantom Blot).
Malfaiteur presque insaisissable portant un suaire noir qui lui donne l'apparence menaçante d'un spectre, le Fantôme noir est l'un des pires ennemis de Mickey Mouse. « Tour à tour (...) génie du crime, inventeur extravagant ou roi de l'évasion », il signe ses forfaits en laissant derrière lui des messages maculés d'une tache d'encre noire, d'où son nom.
Après sa première apparition en 1939, ce méchant est délaissé jusqu'aux années 1960 par les cartoonistes américains tandis qu'en Italie, il est utilisé plus régulièrement dès les années 1950 dans les fumetti Disney où il s'acoquine ponctuellement avec d'autres fripouilles comme Pat Hibulaire. En France, Le Journal de Mickey publie également plusieurs histoires inédites centrées sur le Fantôme noir durant les années 1980-1990.
Le bandit masqué apparaît notamment dans les séries télévisées d'animation Tous en boîte et La Bande à Picsou. En outre, il se manifeste sous la forme d'un 
gigantesque spectre surnaturel dans le jeu vidéo Epic Mickey.

## Sources d'inspiration

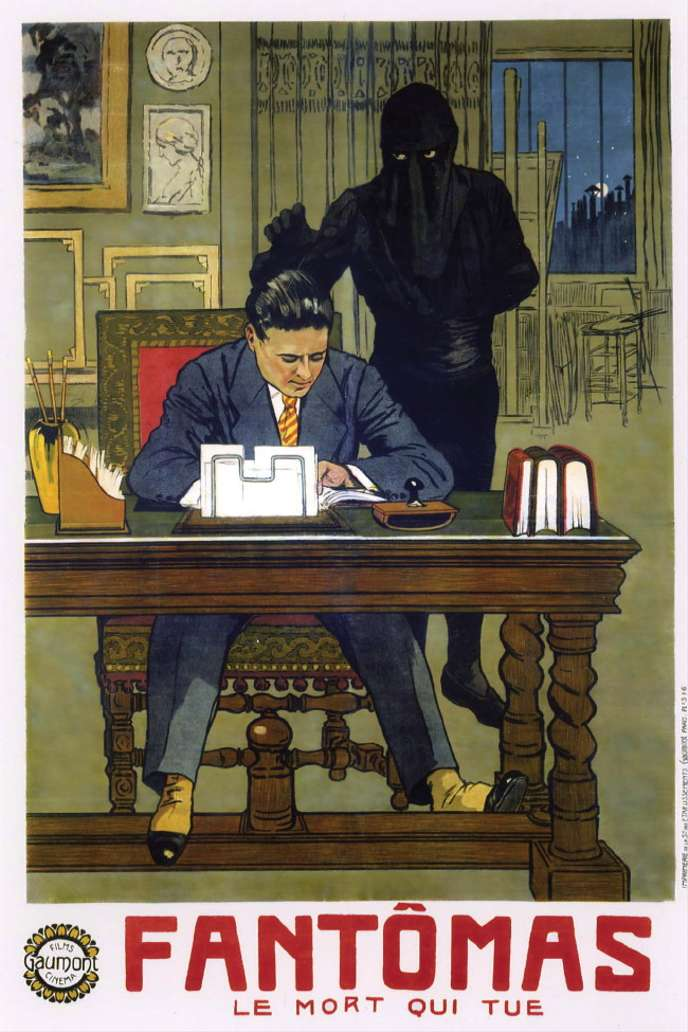
Le maillot noir et la cagoule de Fantômas annoncent le suaire du Fantôme noir.

Son costume et sa sinistre manie de laisser derrière lui des messages comminatoires signés d'une tache d'encre (d'où son nom the Blot, « la Tache » en version originale), rappellent notamment le scélérat déguisé en chauve-souris noire dans un précédent comic strip de Mickey, Le bandit vampire d'Inferno Gulch (The Bat Bandit of Inferno Gulch, 1934).
D'autres personnages Disney aux silhouettes crépusculaires — comme « le Renard » dans la bande dessinée La Vallée de la Mort (Mickey Mouse in Death Valley, 1930) ou le chirurgien cinglé dans le dessin animé The Mad Doctor (1933) — semblent témoigner des inspirations à l'origine de la lente gestation du Fantôme noir dans l'esprit de Floyd Gottfredson, dessinateur attitré des comic strips de Mickey Mouse. Ainsi transparaît sa fascination pour la tradition fictionnelle des criminels masqués dont les méfaits s'étalaient dans les roman-feuilletons aussi bien que dans les serials des années 1910 avec Pearl White, incarnation de l'innocence persécutée (Les Mystères de New York, Le Masque aux dents blanches...) tandis qu'en Europe, les films de Louis Feuillade imposaient l'emblématique Fantômas,. Prodigue « en figures mystérieuses qui n'étaient dévoilées — quand elles l'étaient ! — qu'après moult péripéties et autres rebondissements », cet imaginaire essaime ensuite dans les bandes dessinées d'aventure et comics policiers « hard-boiled » des années 1930, tels Dick Tracy, Dan Dunn et Red Barry, où se manifestent d'inquiétants « villains » camouflant leurs traits.

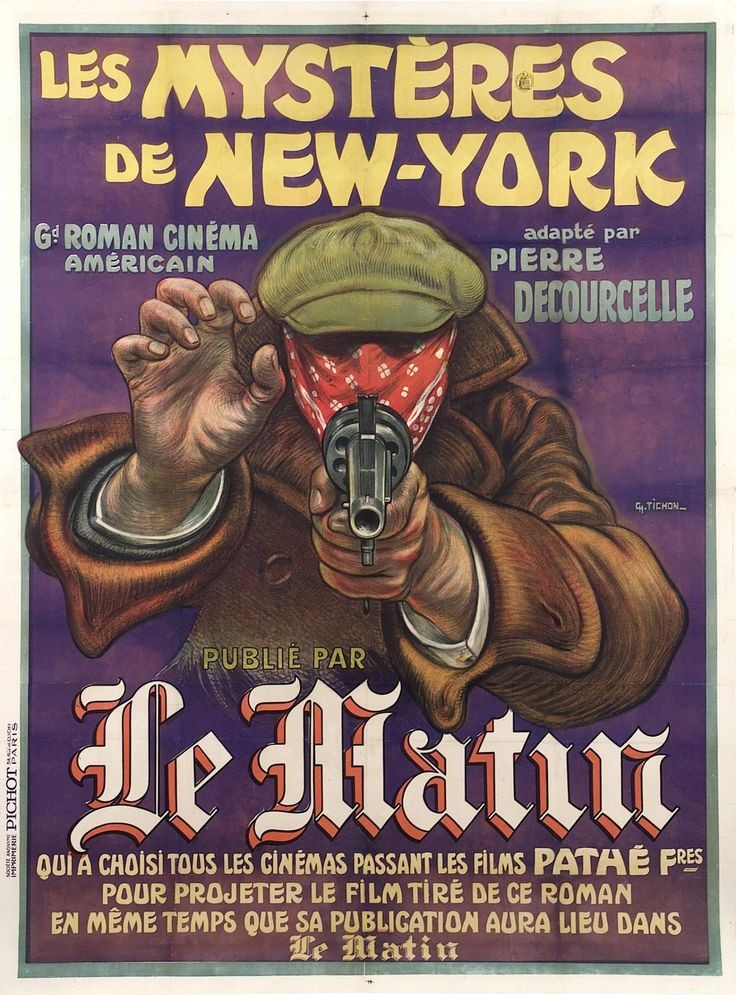
Publicité pour la mise en roman du serial américain Les Mystères de New York (1915).
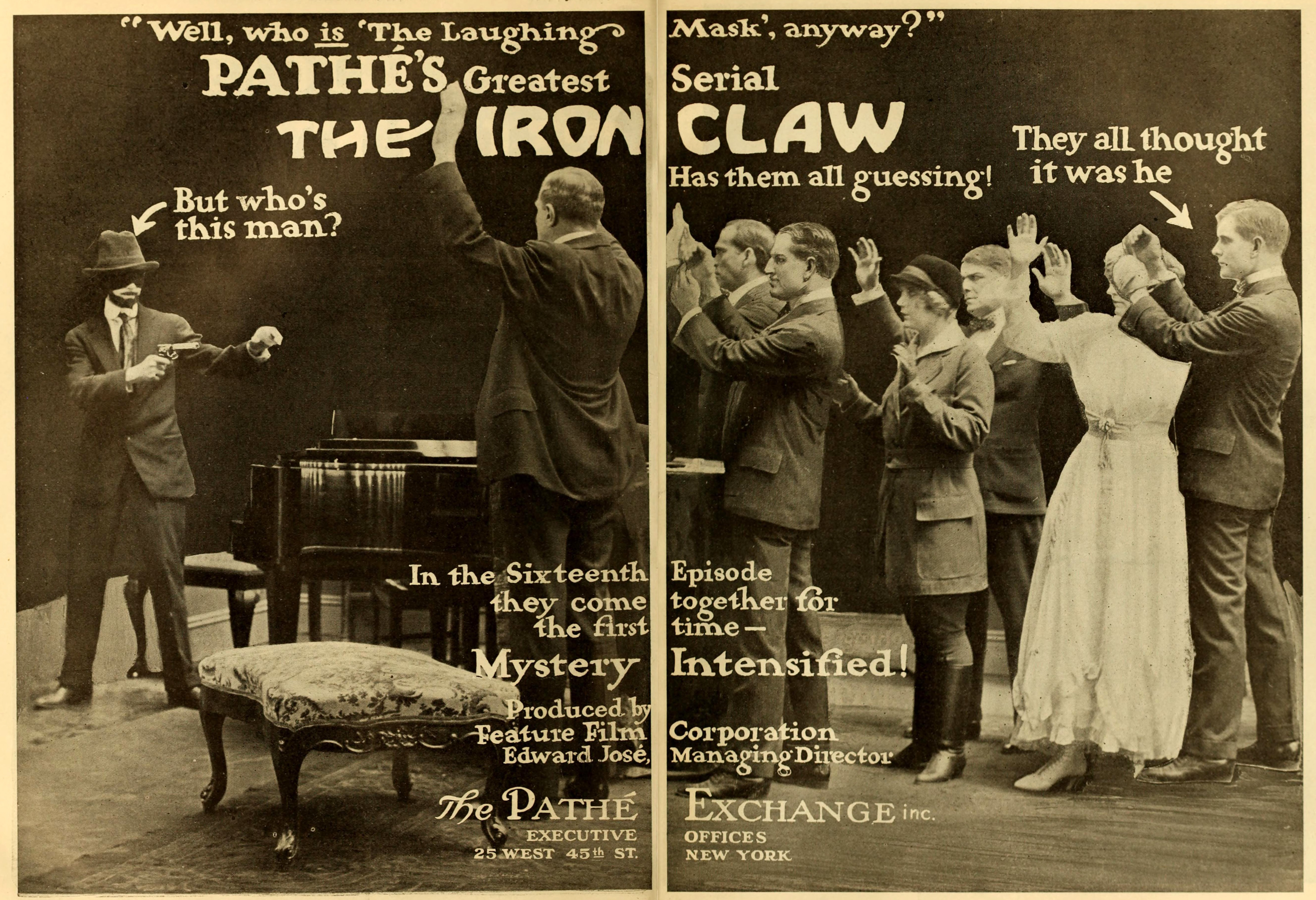
Un criminel masqué menace Pearl White. Publicité pour le serial américain Le Masque aux dents blanches (1916).
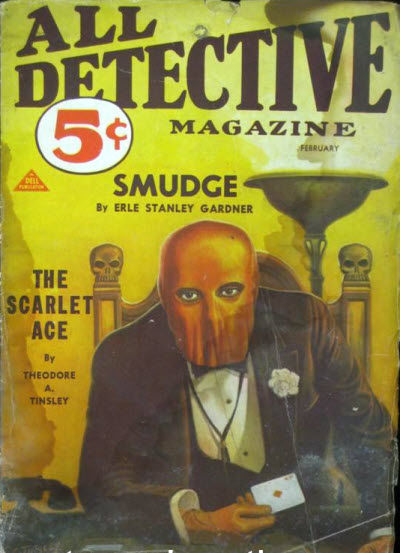
Couverture du pulp All Detective Magazine (février 1933).
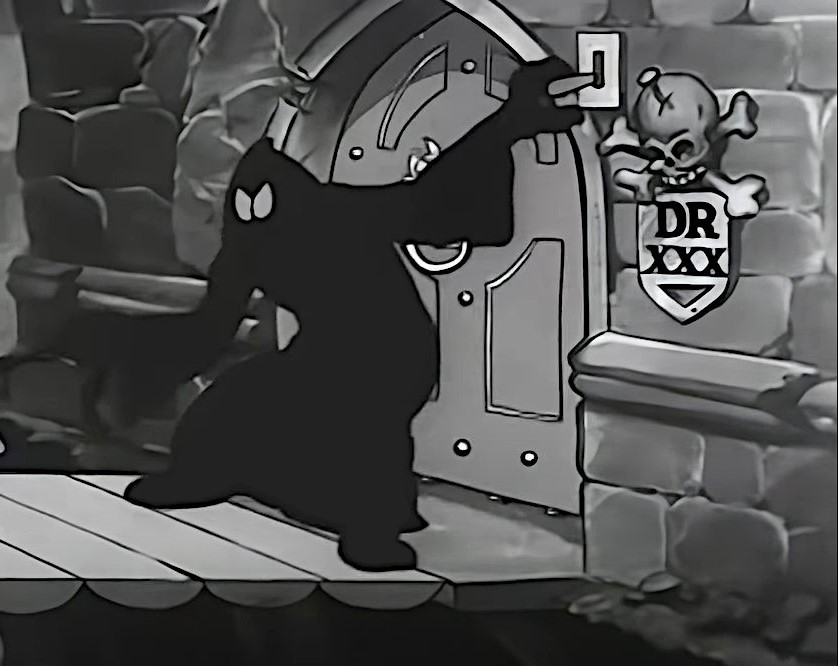
Dans le cartoon The Mad Doctor (1933), un chirurgien fou revêt un sinistre déguisement pour kidnapper Pluto lors d'une nuit orageuse, avant d'enfermer la pauvre bête au cœur de son château hanté.

Parmi les sources d'inspiration de l'antagoniste de Mickey, Gottfredson mentionne les deux jumeaux afro-américains nommés the Blots, personnages secondaires du comic strip de Walt Hoban, Jerry on the Job (en). Ces enfants agissent à l'unisson en calquant mutuellement leurs gestes. Ils sont dessinés « noirs comme le charbon » en contraste avec leurs lèvres épaisses et yeux blanc laiteux. Dans le même ordre d'idées, Gottfredson songeait confusément à l'expression péjorative « nigger in the woodpile (en) » (« le négro dans le tas de bois ») qui désigne quelque chose ou quelqu'un de suspect et de dissimulé, autre exemple des images racistes employées à l'époque.

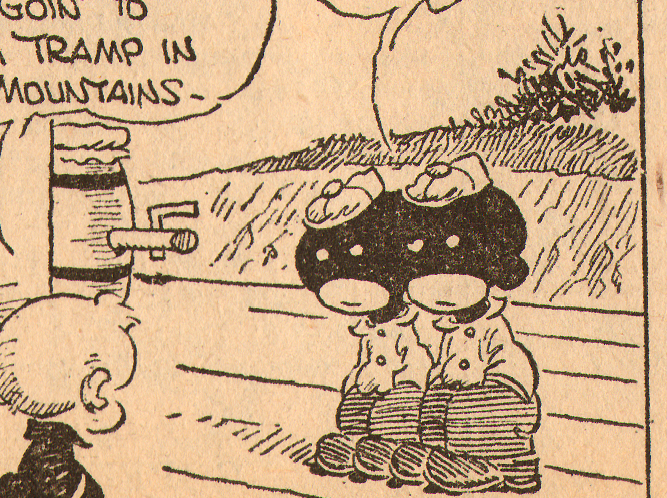
The Blots. Créés par Walt Hoban pour son comic strip Jerry on the Job (en), ces deux jeunes jumeaux afro-américains représentent l'une des sources d'inspiration de Floyd Gottfredson pour le nom et l'apparence du Fantôme noir.
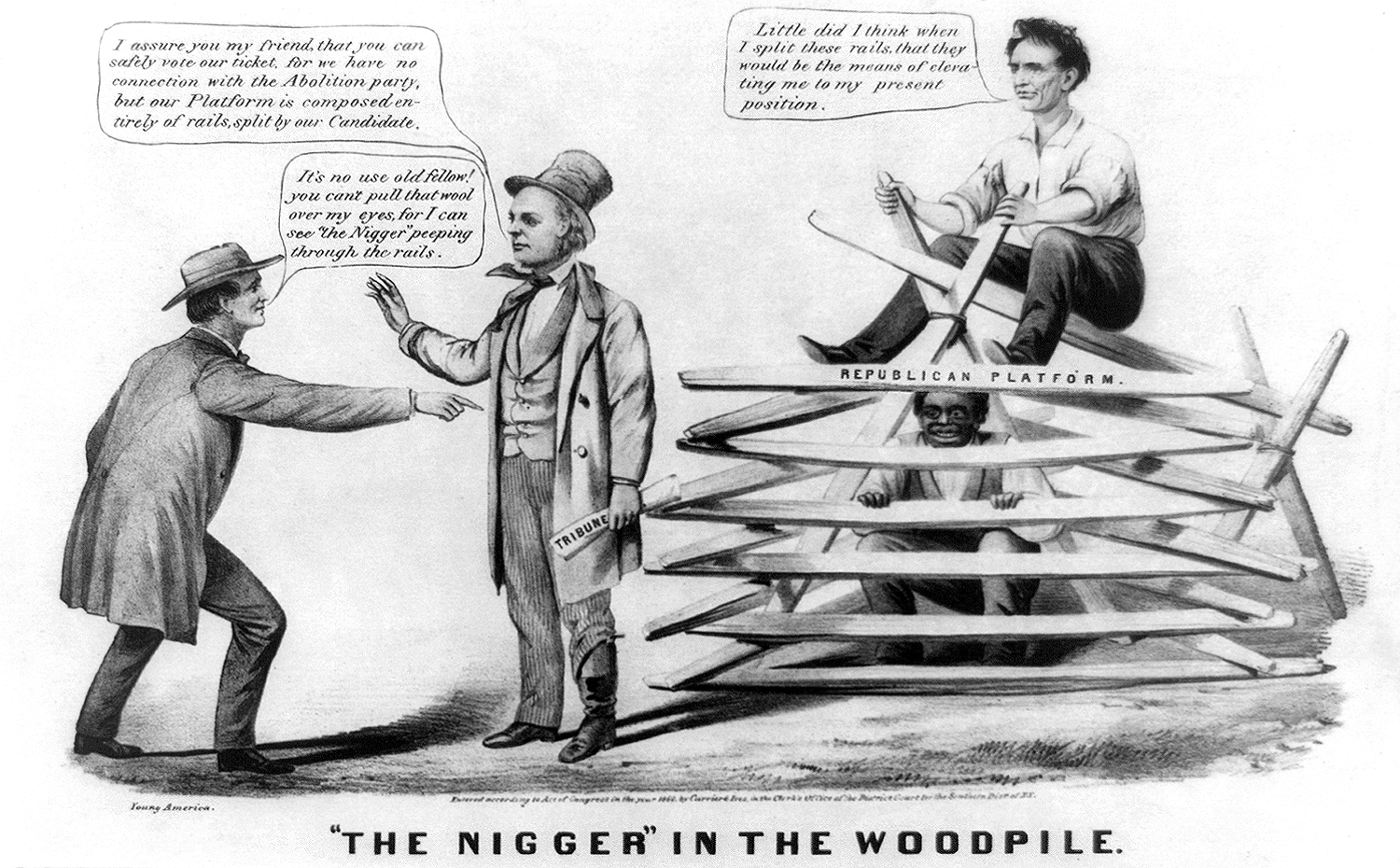
Caricature illustrant l'expression « nigger in the woodpile (en) », 1860.

À la fin de la bande dessinée qui marque la naissance du Fantôme noir en 1939, le personnage est capturé puis démasqué. Son visage ressemble à celui d'un gentleman canin avec des petites oreilles pendantes, des cheveux gominés et un museau agrémenté de fines moustaches élégantes rappelant celles du patron de Gottfredson, Walt Disney lui-même. Il est envisageable d'y reconnaître également les traits de l'acteur américain Adolphe Menjou, connu pour son répertoire de « fripouilles désinvoltes. »

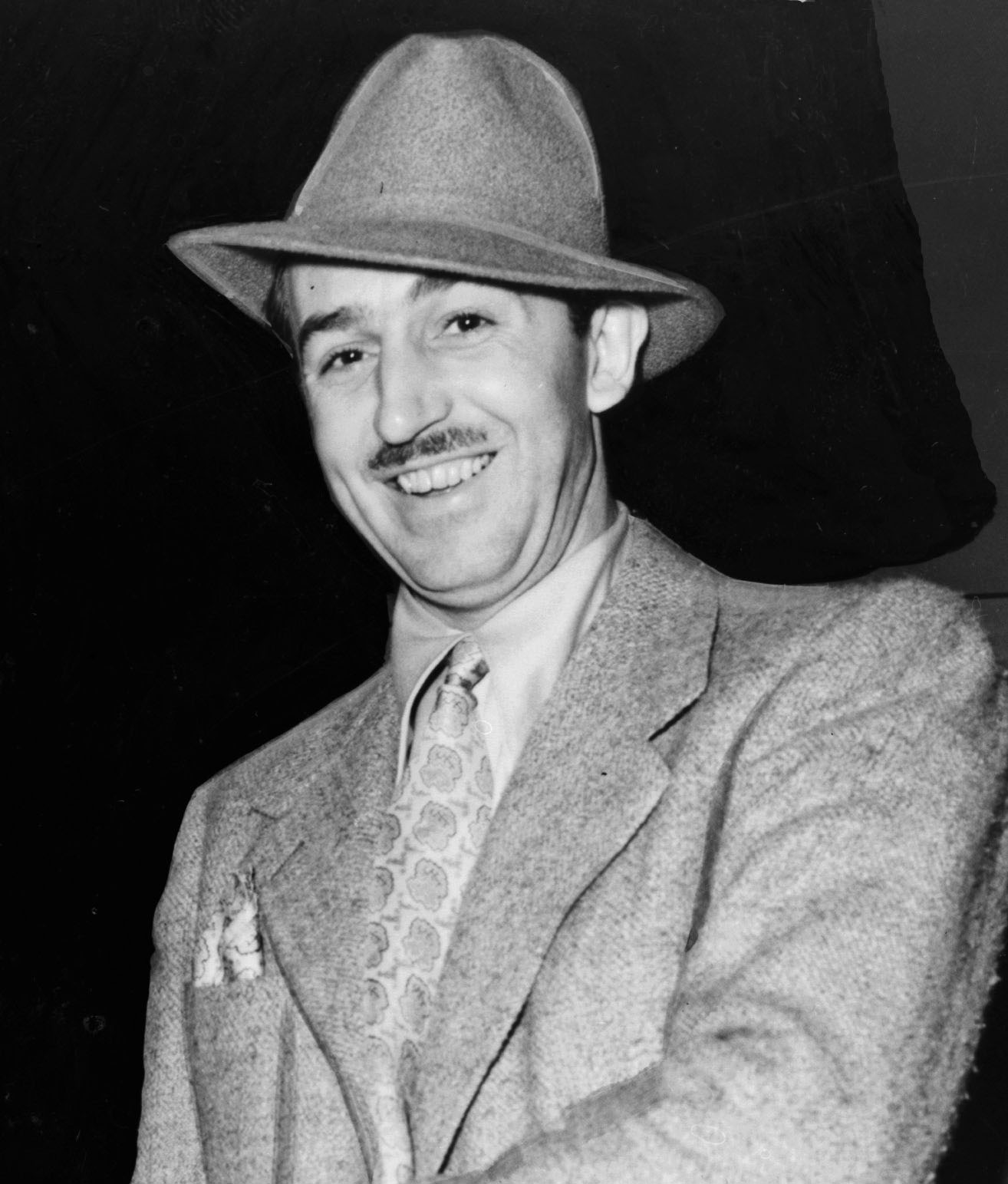
Walt Disney en 1938.
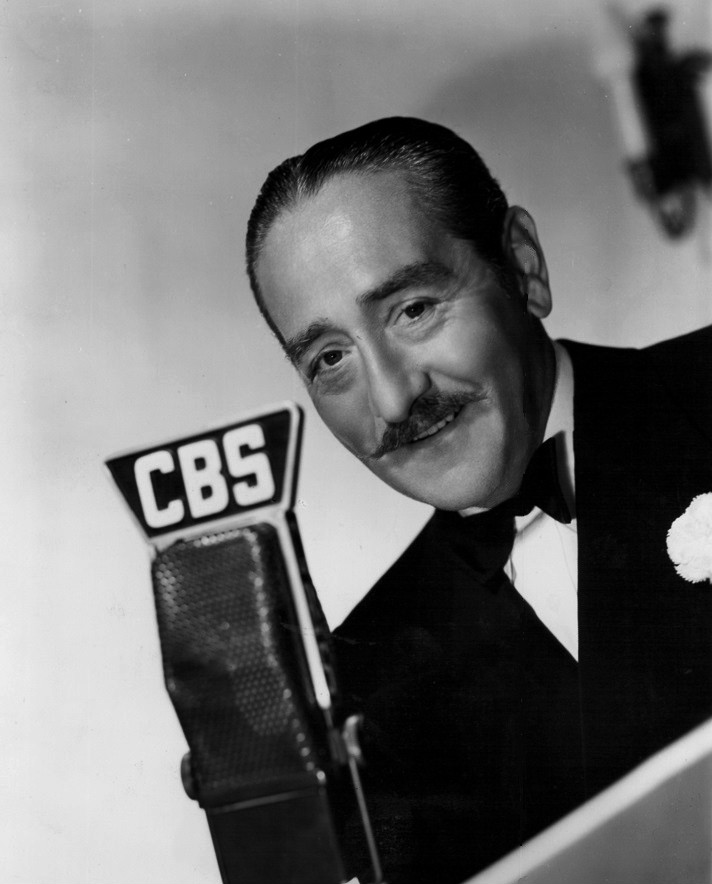
L'acteur Adolphe Menjou en 1938.

## Comic strip originel

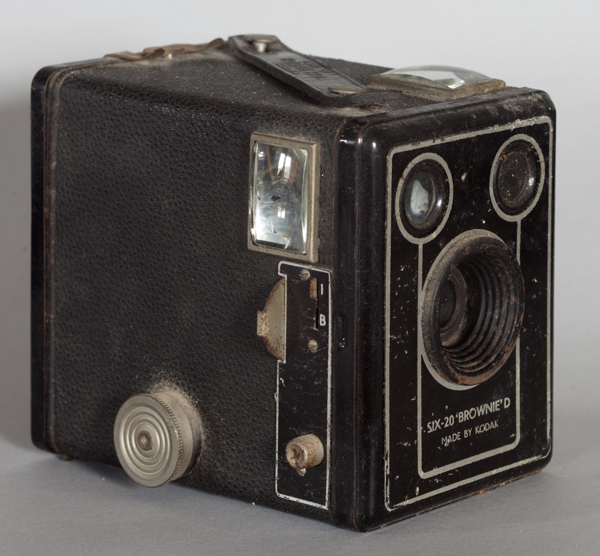
Appareil photo bon marché des années 1930.

Scénarisé par Merrill De Maris, le comic strip consacré au premier affrontement entre Mickey et le Fantôme noir est initialement publié aux États-Unis sous le format de 97 bandes quotidiennes du 22 mai au 9 septembre 1939. Il s'agit « sans doute [de] la meilleure histoire » dessinée par Floyd Gottfredson, qui conçoit ici « son méchant le plus mémorable », estime l'universitaire Thomas Andrae. Dans cette aventure plutôt sombre qui reflète le climat paranoïaque engendré par les débuts européens de la Seconde Guerre mondiale, Mickey tente d'appréhender un ténébreux agent à la solde d'une puissance étrangère convoitant la formule d'une matière radioactive. Probablement inspirée par Les Six Napoléons, une enquête de Sherlock Holmes, l'intrigue repose sur une succession de vols et destructions d'appareils photos, dont l'un renferme clandestinement la formule en question.
Nommé originellement the Blot (« la Tache »), l'énigmatique bandit est représenté de manière sépulcrale, entièrement couvert d'un long suaire noir avec juste deux trous verticaux et blancs, sans pupilles, en guise d'yeux. Ce linceul, assorti de larges manches et de gants ébénins, lui confère l'apparence d'un « spectre noir » doté de facultés presque surnaturelles comme l'atteste sa capacité de surgir brusquement de nulle part, d'espionner tout un chacun sans attirer l'attention, et d'imiter silencieusement la démarche des individus qu'il suit à la trace comme leur ombre. Dans la galerie des ennemis de Mickey, il se distingue donc par son aspect effrayant, loin des éléments comiques propres à un méchant Disney tel que Pat Hibulaire.

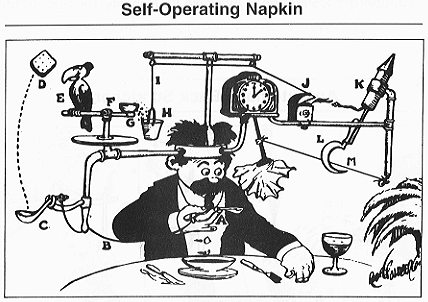
Une machine de Rube Goldberg.

Dangereusement intelligent,, il est aussi dépeint comme un criminel sadique, dont la spécialité est d'emprisonner Mickey dans des pièges ingénieux destinés à le tuer via des dispositifs complexes qui relèvent de la cruauté purement gratuite. Suivant le principe de la réaction en chaîne propre aux machines extravagantes du dessinateur Rube Goldberg, le procédé semble s'étendre à l'ensemble du scénario : « un mécanisme se déclenche qui voit se succéder ballet des formes et pittoresque des situations [...], en suscitant une atmosphère qui possède sa logique propre ». De cette façon, « Gottfredson joue avec les conventions d'un genre [...]. L'emprunt aux grands thèmes du serial permet surtout d'opacifier à l'extrême le déroulement d'une enquête plutôt classique dans son principe. »
Un certain cynisme donne également le ton à l'histoire puisque le vertueux héros en vient à adopter les méthodes de son lugubre adversaire : Mickey finit par revêtir lui-même un costume noir afin de voler les appareils photos tant convoités, y compris des propres mains d'une petite fille. De la sorte, le comic strip renvoie à la crainte d'un avilissement moral menaçant l'Amérique, potentiellement contrainte de s'abaisser au niveau des belligérants de l'Axe. À un moment donné, l'héroïque souris parvient à échapper à son ennemi grâce à un tunnel construit dans son jardin, sachant qu'« un jour, il sera utile », autre allusion voilée aux angoisses inhérentes au conflit mondial.
Par ailleurs, l'aventure présente pour la première fois le personnage du commissaire Finot (Chief O'Hara en version originale) et offre la deuxième apparition de l'inspecteur Duflair (Detective Casey), renforçant ainsi la tonalité policière du scénario tout en établissant le rôle caractéristique de détective-justicier que Mickey rendossera ultérieurement en tant qu'auxiliaire des forces de l'ordre dans les fumetti de l'Italien Romano Scarpa.

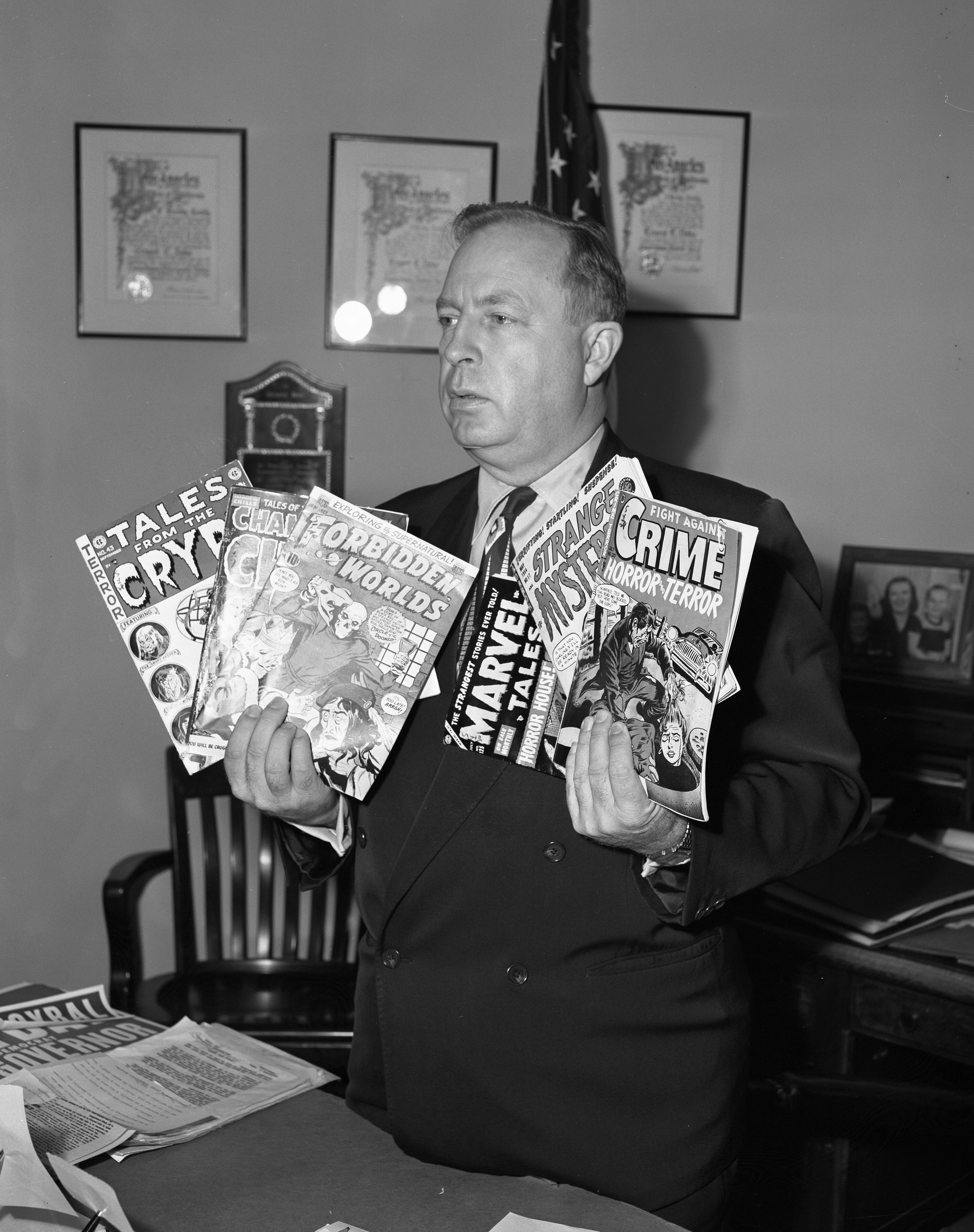
Ernest Debs, membre du Conseil municipal de Los Angeles, brandit des comic books policiers et d'horreur achetés dans sa circonscription en 1954, année de l'établissement de la Comics Code Authority.

L'histoire complète du comic strip paru dans la presse quotidienne en 1939 est rééditée en 1941 dans la série Four Color publiée par Dell Comics. Ce premier comic book d'envergure entièrement consacré à la souris de Disney paraît sous le titre Mickey Mouse outwits The Phantom Blot,, trouvaille qui fixe définitivement le nom du personnage : « the Phantom Blot » (« la Tache fantôme ») au lieu de la simple dénomination « the Blot »,. D'une longueur et d'une ambiance inhabituelles pour les comic books de l'époque, le one shot remporte un grand succès en permettant à Walt Disney Productions de toucher une redevance sur 427 057 exemplaires.
Dans ses strips postérieurs, Gottfredson ne réutilise plus le personnage du Fantôme noir, sans doute pour ne pas cantonner Mickey dans le registre du détective-justicier. Au demeurant, l'humour noir qui imprègne Mickey Mouse outwits The Phantom Blot détonne quelque peu au sein des comics Disney. La cruauté caractérisant les méthodes du fuligineux Fantôme n'a été que très occasionnellement exploitée par d'autres auteurs. Rééditée en 1949 par Dell Comics, l'histoire de Gottfredson est même redessinée par Dick Moores pour adoucir certaines scènes. Dans un contexte moralisateur particulièrement difficile pour les comics, l'histoire est derechef publiée en 1955 chez Dell Comics dans une version censurée. Treize planches sont redessinées par Paul Murry, qui édulcore plusieurs pièges mortels en remplaçant notamment un revolver par un marteau, et une corde destinée à pendre Mickey par un espadon qui menace de l'embrocher,.
L'histoire originelle due au talent de Gottfredson n'en marque pas moins plusieurs auteurs de bandes dessinées, dont l'Italien Romano Scarpa et le Japonais Osamu Tezuka. Ce dernier s'inspire de la poursuite finale entre Mickey et le Fantôme noir pour dessiner la dynamique séquence d'ouverture de son manga d'aventure La Nouvelle Île au trésor (1947), entre autres réminiscences graphiques,.

## Histoire éditoriale
Le Fantôme noir intervient dans un peu plus de 860 histoires, dont environ 310 ont été publiées en France selon les statistiques établies par la base INDUCKS en janvier 2022. Le personnage se caractérise « tour à tour [comme] génie du crime, inventeur extravagant ou roi de l'évasion. »
Après sa première apparition en 1939, le criminel masqué subit une éclipse éditoriale aux États-Unis jusqu'aux années 1960. Il en va autrement en Italie où le scénariste et dessinateur Romano Scarpa demeure fasciné depuis son adolescence par la sombre histoire d'espionnage imaginée par Merrill De Maris et Floyd Gottfredson ; du reste, le bédéaste italien en reprendra la structure narrative (un secret dissimulé dans plusieurs objets successivement dérobés) pour son fumetto intitulé Mickey et le mystère de Kali (1958). Au préalable, dès 1955 et avec l'aide du scénariste vétéran Guido Martina, le jeune Scarpa réemploie le Fantôme noir (Macchia Nera, littéralement « Tache noire » en version italienne) dans un « long thriller » de 76 pages, Mickey et le Double Secret du Fantôme Noir (Topolino e il doppio segreto di Macchia Nera),,. Le personnage y demeure fidèle à sa caractérisation du comic strip originel de 1939.
Depuis, le Fantôme noir ressurgit régulièrement dans les histoires européennes, et notamment dans les aventures transalpines où il s'impose comme l'ennemi juré de Mickey. Son apparence varie selon les pays et les dessinateurs : si, dans les histoires françaises publiées dans Le Journal de Mickey, il n'enlève jamais sa cagoule et son drap noir (allant même jusqu'à porter d'autres masques et vêtements par-dessus), il apparaît fréquemment sans masque et ne porte parfois même pas son costume dans les bandes dessinées réalisées par des auteurs italiens. D'ailleurs, les traducteurs du périodique français Mickey Parade prennent la liberté de le traiter comme un personnage différent lorsqu'ils publient les fumetti où il se manifeste sans son suaire. Il se voit de la sorte attribuer le nom d'« Al Bandy » (dans le premier Mickey Parade), de « Jo Crisse » ou même de « Jo Larapine », sans référence à son identité de Fantôme noir. Dans la version originale italienne, au contraire, il porte toujours son nom de « Macchia Nera », même lorsqu'il n'est pas revêtu de son déguisement emblématique.
La décennie 1960 voit la réapparition du Fantôme noir aux États-Unis. S'avisant peut-être de la créativité italienne autour du personnage, la maison d'édition Gold Key Comics publie le comic book Le Retour du Fantôme noir (The Return of the Phantom Blot, 1964), une histoire de 32 pages échelonnées en quatre épisodes dans Walt Disney's Comics and Stories no 284-287, avec Paul Murry aux dessins. En guise de prologue, tandis qu'il regarde les coupures de presse que Dingo collectionne en souvenir de ses exploits, Mickey déclare à son ami que le Fantôme noir était « le pire criminel qu'il ait jamais affronté. » Peu de temps après, la ville connaît une vague de cambriolages signés de la tristement célèbre tache d'encre mais curieusement, aucun bien n'est volé durant ces effractions. Toujours en prison, le véritable Fantôme ne semble pas lié à l'affaire. Pat Hibulaire profite du chaos ambiant pour commettre de fructueux larcins mais il est vaincu par l'imitateur du Fantôme, lui-même arrêté par Mickey : l'imposteur se révèle finalement être Dingo, victime d'un dédoublement de personnalité à la suite d'un choc sur la tête. La dernière page de l'aventure comporte un encadré publicitaire annonçant, à compter du 16 avril 1964, le lancement d'un périodique Gold Key Comics entièrement consacré au Fantôme noir. Cette publication à son nom dure le temps de sept numéros (1964-1966), où il est introduit dans les histoires de l'univers des canards. Loin de l'inquiétant génie du mal de Floyd Gottfredson et des fumetti italiens, ces comics dépeignent volontiers le Fantôme noir comme un bandit « nettement moins redoutable et plus vantard » ; il se fait ainsi rosser par Grand-Mère Donald après une piteuse tentative de vol de sac à main. Même son habileté mimétique à la filature, rare emprunt à Gottfredson, sert ici de ressort comique.

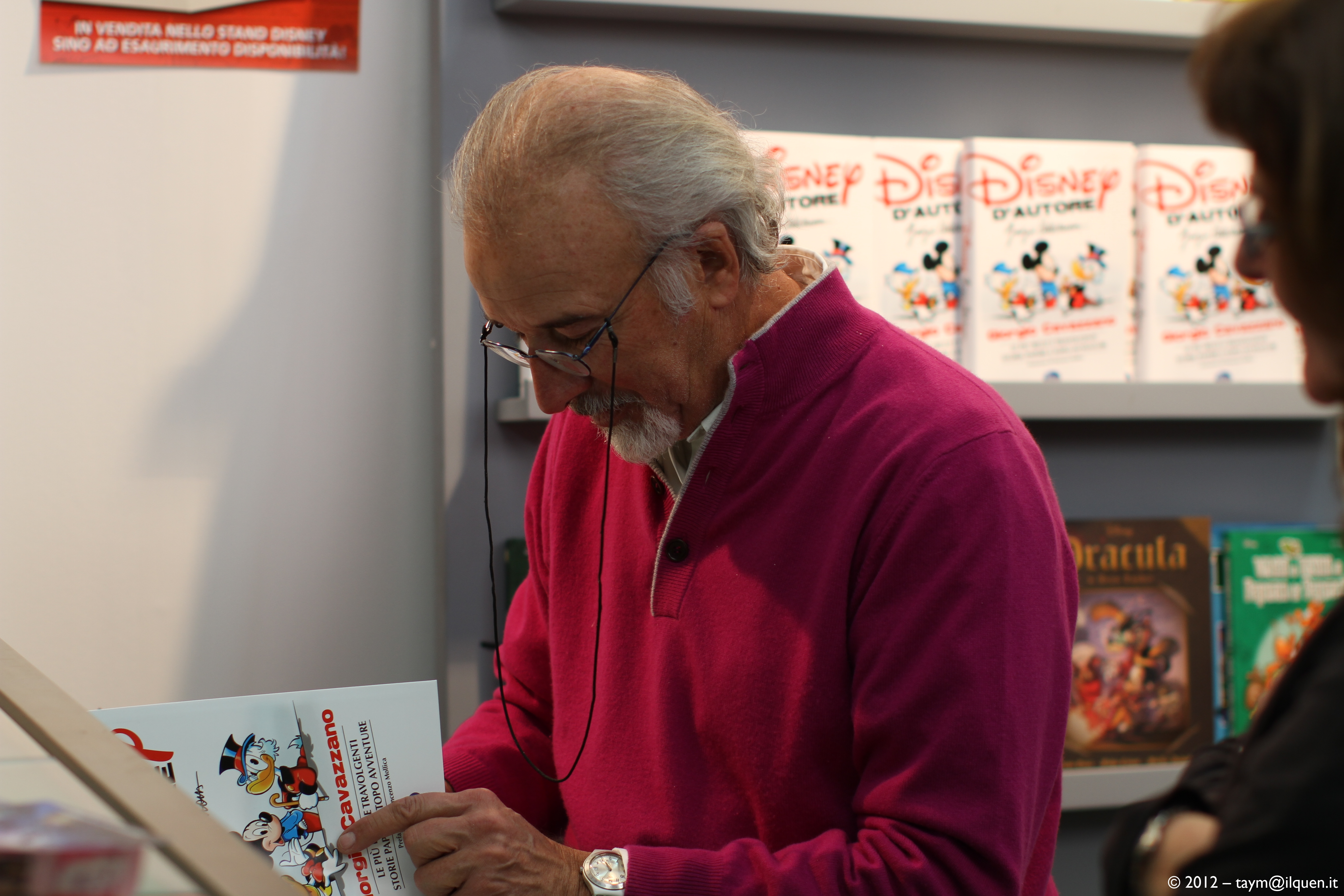
Encreur des bandes dessinées Disney de Romano Scarpa, Giorgio Cavazzano (ici en 2012) dessine ensuite ses propres histoires de Mickey.

Au cours des années 1970, on retrouve le personnage dans plusieurs récits de l'auteur italien Giorgio Cavazzano. Au Brésil, il est très utilisé par Ivan Saidenberg et Carlos Edgard Herrero en tant qu'adversaire de Super Popop, l'identité super-héroïque de Popop. Toujours en veine de personnages extravagants, les deux auteurs brésiliens s'inspirent de Riri, Fifi et Loulou pour doter aussi le Fantôme noir de trois neveux qui gardent constamment leurs suaires ; ces copies conformes miniatures de leur oncle se signalent dans deux histoires publiées en 1975, inédites en France,. En 1971, le collectif d'auteurs de comics underground Air Pirates publie Air Pirates Funnies, une parodie érotique où un quatuor de méchants Disney (le Fantôme noir, Maître Chicaneau, Pat Hibulaire et Grand Loup) kidnappent Mickey et Minnie pour les garder en otages dans un dirigeable.

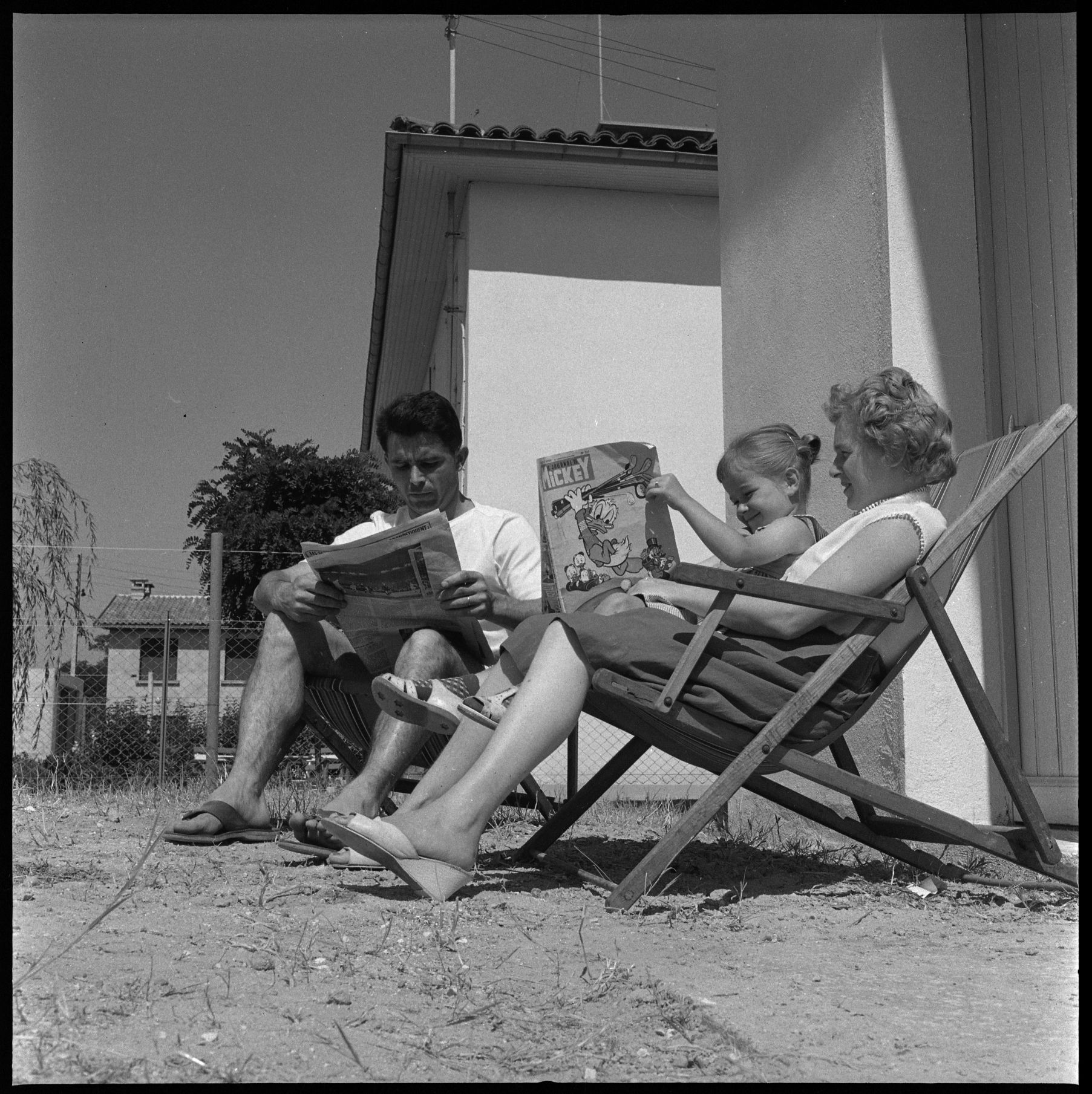
Une jeune lectrice du Journal de Mickey en 1959.

En France, la première apparition du Fantôme noir (appelé alors simplement la « Tache ») remonte à la publication en feuilleton du comic strip Mickey Mouse outwits The Phantom Blot dans le journal quotidien Le Petit Parisien du 25 janvier au 22 mai 1940,. C'est ensuite au tour d'un remake de la même histoire, redessinée par Bill Wright et Dick Moores en 1949, de connaître une publication française en 1952 sous le titre Mickey et la Tache fantôme dans Les Belles Histoires Walt Disney no 48, fascicule mensuel publié par Hachette. En janvier 1965, le forban encagoulé fait son entrée dans l'hebdomadaire hexagonal Le Journal de Mickey avec la publication de l'histoire Le Retour du Fantôme noir (initialement intitulée en français : Le Mystère du Fantôme noir), traduction du comic book illustré par Paul Muni en 1964. Pendant les années 1980-1990, le malfaiteur vêtu de noir s'affiche régulièrement dans les pages du Journal de Mickey grâce à des histoires françaises inédites, scénarisées par Alain Clément et dessinées alternativement par Claude Marin et Claude Chebille, dit Gen-Clo.
En Italie, les scénaristes Andrea Sani, Leonardo Gori et Luca Boschi ainsi que le dessinateur Tiberio Colantuoni conçoivent une suite à l'histoire imaginée par Scarpa en 1955 avec Un coup à dormir debout (Topolino e il grande colpo di Macchia Nera, 1993),. Durant les années 2000, le scénariste italien Casty met en scène le Fantôme noir dans différents récits qui respectent les éléments préalablement mis en place par Scarpa. Dans Une mince affaire ! (Topolino e il caso sottilissimo, 2006) de Casty et Lorenzo Pastrovicchio, le bandit devient littéralement une « tache noire », aplat noir en deux dimensions conforme à son pseudonyme Blot. La même année débute Le Cycle des magiciens (Wizards of Mickey), saga italienne de fantasy où l'apprenti sorcier Mickey participe à un grand tournoi de magie tout en cherchant à retrouver son maître Néréus capturé par le Fantôme noir et ses larbins commandés par Pat Hibulaire,. Par ailleurs, le Fantôme intègre le groupe de super-vilains « Bad-7 » opposé aux super-héros de la série Les Ultrahéros (Ultraheroes) lancée en 2008,. Enfin, à compter de 2012, Casty et Lorenzo Pastrovicchio réalisent également plusieurs histoires de la série Darkenblot qui met le méchant aux premières loges dans la ville futuriste Robopolis ; cette fois-ci, il recourt massivement à la technologie pour se débarrasser de Mickey, en s'emparant notamment d'un redoutable exosquelette motorisé,.

## Apparitions à la télévision
La première apparition du Fantôme noir en dessin animé remonte à 1987. Dans « Tout le monde sur le pont » (« All Ducks on Deck »), épisode no 63 de La Bande à Picsou,, il capture Balthazar Picsou et infiltre un espion au sein de l'United States Navy (où Donald sert sous les drapeaux). Afin de renforcer sa présence menaçante, les yeux du Fantôme sont représentés rouges et non blancs. Par ailleurs, sa bouche apparaît à même le suaire, conformément aux représentations « cartoonesques » de certains dessinateurs qui assimilent presque son déguisement à une véritable peau. Le personnage se montre assez « fanfaron », à l'instar de sa mouture dans les comics américains des années 1960. En version originale, c'est Frank Welker qui lui prête sa voix.
En 1999, le criminel masqué apparaît également dans « Mickey contre le Fantôme noir » (« Mickey Foils the Phantom Blot »), épisode de la série Mickey Mania (Mickey Mouse Works), où il vole le mystérieux colis que le professeur Ludwig Von Drake souhaitait confier au service de livraison assuré par Mickey, Donald et Dingo. Dépeint derechef « très bravache », le Fantôme noir se rapproche davantage ici de la version machiavélique dessinée par Gottfredson en 1939. En 2002, ce dessin animé est incorporé au sein de l'épisode « Le Club du crime » (« House of Crime ») de Tous en boîte (Disney's House of Mouse),. La même année, cette série offre au Fantôme noir l'occasion d'un autre mauvais coup dans l'épisode « Mickey and the Color Caper » : le gredin escamote les couleurs du monde entier en vue de devenir le Fantôme arc-en-ciel tandis que Mickey, Donald et Dingo tentent de contrecarrer son plan multicolore.

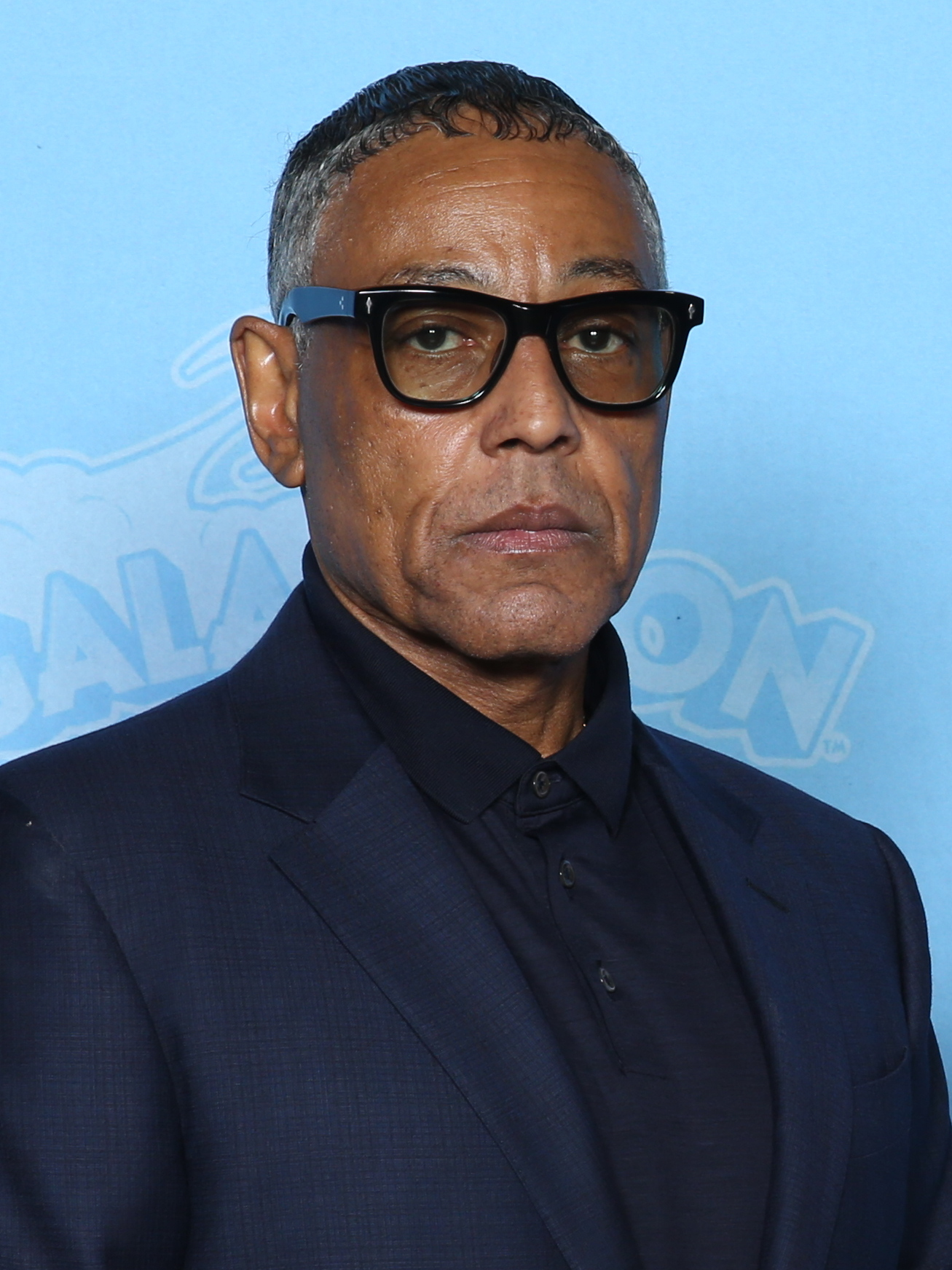
Giancarlo Esposito double le Fantôme noir dans La Bande à Picsou.

En 2016, on aperçoit fugacement le Fantôme noir interrogé par Minnie Mouse au sujet d'énigmatiques vols de chaussettes dans l'épisode « Le Mystère des chaussettes perdues » (« Sock Burglar ») de la série Mickey Mouse supervisée par Paul Rudish.
Une version un peu différente du personnage est ensuite mise en scène dans le reboot de La Bande à Picsou en 2017. Le Fantôme noir s'y manifeste lors d'un caméo à la fin du dernier épisode de la saison 2, Invasion Lunaire ! (Moonvasion!), avant de devenir un méchant secondaire mais régulier en tant que membre de l'organisation criminelle F.O.W.L.. Miss Tick est responsable de la destruction de son village d'origine dont il est le seul survivant. Depuis, il déteste la magie et veut se venger de la sorcière. Il possède d'ailleurs un gant capable d'aspirer la magie, d'apparence similaire au Gant de l'infini de Thanos. Le bandit est doublé par Giancarlo Esposito en version originale.

### Filmographie
- La Bande à Picsou (DuckTales), « Tout le monde sur le pont » (« All Ducks on Deck »), épisode diffusé initialement aux États-Unis le 30 décembre 1987, rôle doublé par Frank Welker.
- Mickey Mania (Mickey Mouse Works), « Mickey contre le Fantôme noir » (« Mickey Foils The Phantom Blot »), épisode diffusé initialement aux États-Unis le 10 mai 1999, rôle doublé par John O'Hurley.
- Disney's tous en boîte (Disney's House of Mouse), « Mickey and the Color Caper », épisode diffusé initialement aux États-Unis le 26 janvier 2002, rôle doublé par John O'Hurley.
- Disney's tous en boîte (Disney's House of Mouse), « Le Club du crime » (« House of Crime »), épisode diffusé initialement aux États-Unis le 2 septembre 2002, rôle doublé par John O'Hurley. Une longue séquence de ce dessin animé reprend l'épisode « Mickey Foils The Phantom Blot » de la série Mickey Mania.
- Mickey Mouse, « Le Mystère des chaussettes perdues » (« Sock Burglar »), épisode diffusé initialement aux États-Unis le 15 avril 2016, caméo muet.
- La Bande à Picsou (DuckTales), série télévisée diffusée de 2017 à 2021, rôle doublé par Giancarlo Esposito.

## Jeu vidéo

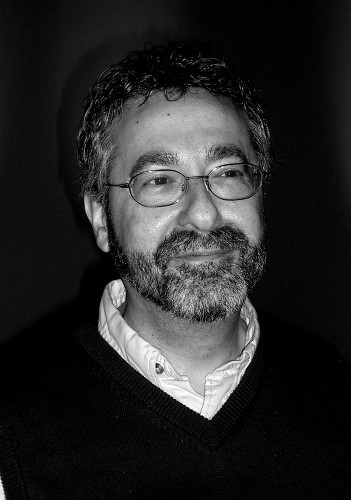
Warren Spector en 2009.

Le Fantôme noir (« the Blot ») est l'antagoniste principal d’Epic Mickey (2010), jeu vidéo conçu par Warren Spector. Cette version du personnage n'est pas un humain recouvert d'un suaire noir mais un véritable spectre surnaturel qui n'est pas sans rappeler le gigantesque démon Chernabog du film Fantasia,.
Au cours d'une nuit étrange, Mickey Mouse traverse un miroir magique, puis se faufile dans le laboratoire du sorcier Yen Sid, alors absent. L'intrus s'empare d'un pinceau enchanté et s'amuse à brosser son autoportrait tridimensionnel. Une terrifiante apparition noire surgit aussitôt de ce barbouillage. En tentant de dissoudre l'ectoplasme, la souris renverse accidentellement un flacon de diluant dans Wasteland, un monde miniature créé par Yen Sid à destination de tous les personnages Disney tombés dans l'oubli, dont Oswald le lapin chanceux.
Mickey parvient à s'échapper et retourne dans sa propre dimension, où il entame sa fabuleuse carrière cinématographique. Parallèlement, il perd peu à peu le souvenir de sa maladresse. Or celle-ci a provoqué un désastre : Wasteland est devenu entre-temps un authentique « monde de désolation » ravagé de fond en comble par le Fantôme noir, entité monstrueuse composée d'un mélange d'encre et de solvant.
Quelques décennies plus tard, assistée du « docteur fou », l'ombre maléfique happe Mickey dans Wasteland afin de lui voler son cœur, seul moyen de s'échapper à son tour du monde de désolation. Confrontée aux conséquences de sa faute passée ainsi qu'à divers dilemmes moraux, l'héroïque souris devra aider Oswald à vaincre leur adversaire commun pour ressusciter Ortensia, la petite amie du lapin, et restaurer le monde magique dans son ancienne splendeur,,,.

## Nom à travers le monde
- Allemagne : Das schwarze Phantom
- Angleterre : The Phantom Blot
- Brésil : Mancha Negra, Borrao Vermelho
- Chine : 幽灵黑鬼 (Yōulíng hēi guǐ)
- Collectivité espérantophone : la fantoma Makulo
- Colombie : Mancha Negra
- Danemark : Sorte Slyngel
- Espagne : Mancha Negra[72]
- Finlande : Mustakaapu
- Grèce : Μαύρο Φάντασμα (Mav́ro Fándasma)
- Indonésie : Hantu Tinta
- Islande : Svarti Skuggi
- Italie : Macchia Nera[72]
- Japon : オバケの妖怪ブロット (Obake no Yōkai Burottu), ブラックファントム (Burakku Fantomu)
- Malte : il-fantażma l-iswed
- Norvège : Spøkelseskladden
- Pays-Bas : Zwarte Schim, Platneus
- Pologne : Fantomen
- Suède : Spökplumpen